# 해밀턴 (스코틀랜드)

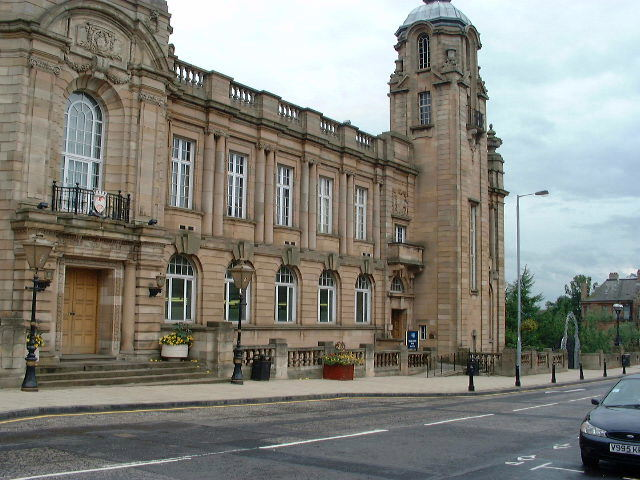
해밀턴

해밀턴(영어: Hamilton)은 스코틀랜드 사우스래너크셔의 도시로 인구는 53,188명(2011년 기준)이다. 글래스고에서 남동쪽으로 19km, 에든버러에서 남서쪽으로 56km, 잉글랜드 컴브리아주 칼라일에서 북쪽으로 120km 정도 떨어진 곳에 위치한다.